# Nada Klaić

Nada Klaić (Zagreb, 21. srpnja 1920. – Zagreb, 2. kolovoza 1988.), hrvatska povjesničarka, medievalistica. Većinu svoje karijere je posvetila analizi starih izvora i modernizaciji samog pristupa povijesti. Unuka je povjesničara Vjekoslava Klaića.

## Životopis
Godine 1943. diplomirala je povijest na Filozofskom fakultetu u Zagrebu, na kojem je od iste godine bila zaposlena kao asistentica. Godine 1946. doktorirala je tezom Političko i društveno uređenje Slavonije za Arpadovića. Od 1954. bila je privatni docent, a od 1968. redovita profesorica na katedri za hrvatsku povijest. Bavila se razdobljem od doseljenja Slavena do XIX. stoljeća. Hrvatsku je medievalistiku obogatila raspravama iz društvene povijesti, a u knjizi Historija naroda Jugoslavije II (1959.) napisala je sveobuhvatan prikaz hrvatske povijesti u ranom novom vijeku, u koju su uključeni elementi gospodarske i društvene povijesti. Posebnu pozornost obraćala je povijesti gradova, o čemu je objavila niz rasprava i knjiga: Zadar u srednjem vijeku do 1409. (suautor Ivo Petricioli, 1976.), Zagreb u srednjem vijeku (1982.), Crtice o Vukovaru u srednjem vijeku (1983.), Trogir u srednjem vijeku: javni život grada i njegovih ljudi (1985.), Koprivnica u srednjem vijeku (1987.). Niz rasprava napisala je o bunama i socijalnim sukobima, a rezultate je sabrala u knjizi Društvena previranja i bune u Hrvatskoj u XVI i XVII stoljeću (1976.). Svoje ocjene o ulozi pojedinih velikaša iznijela je u knjigama Posljednji knezovi Celjski u zemljama Svete Krune (Zadnji knezi Celjski v deželah Sv. Krone), (1982.) i Medvedgrad i njegovi gospodari (1987.).
Velik dio njezina rada čini ocjena i objavljivanje izvora. Oslanjajući se djelomice i na prinose starijih povjesničara, analizirala je cjelokupan hrvatski diplomatički materijal ranosrednjovjekovnoga razdoblja (Diplomatička analiza isprava iz doba hrvatskih narodnih vladara, 1965., 1966-67), dovodeći u sumnju njegovu autentičnost. Sumnja u autentičnost bila je ispravna, jer su sve sačuvane isprave hrvatskih vladara iz ranoga srednjega vijeka prijepisi, a samim time i formalni falsifikati. Međutim, Nada Klaić nikad nije odbacila autentičnost povijesne jezgre pojedine isprave. Osim anonimne splitske kronike (Historia Salonitana maior, 1967.), objavila je niz izvora prevedenih s latinskoga za potrebe studenata (Izvori za hrvatsku povijest do 1526. godine, 1972.). Cjelovito i izvorno poimanje ranosrednjovjekovnoga razvoja hrvatskih zemalja dala je u knjizi Povijest Hrvata u ranom srednjem vijeku (1971.), dok je mnogobrojne probleme kasnijega razdoblja sabrala u djelu Povijest Hrvata u razvijenom srednjem vijeku (1976.). Posmrtno su joj objavljene knjige Srednjovjekovna Bosna: politički položaj bosanskih vladara do Tvrtkove krunidbe, 1377. g. (1989.) i Povijest Hrvata u srednjem vijeku (1990.).
Nada Klaić je najutjecajnija hrvatska medievalistica 20. stoljeća. Njen izuzetan doprinos je izražen ponajviše na inoviranju i općoj modernizaciji pristupa hrvatskoj povijesti (a srednjovjekovnoj pogotovo), čime je pomogla oslobođenju od nacionalo-romantičarskih pripovjedačkih povijesti 19. stoljeća. Također je jedna od utemeljiteljica suvremenog multidisciplinarnog pristupa hrvatskoj povijesti, koji uključuje arheologiju, paleografiju, gospodarsku povijest, povijest umjetnosti i kulture. Njenom zaslugom definitivno su preispitana stariji povijesni izvori, te raspršeni mnogi mitovi koji su odražavali političku funkciju hrvatske historiografije 19. stoljeća.
Unatoč tome, sama je autorica imala neke slabije potkrijepljene stavove, npr. njeno poricanje postojanja prve hrvatske tiskare u Kosinju u Lici, spekulacija o seobi Hrvata iz Karantanije i njen rad o srednjovjekovnoj Bosni, napisan kao tuk na utuk srpskomu povjesničaru Simi Ćirkoviću.

## Polemika s Dominikom Mandićem
Nada Klaić se tijekom 1960.-ih uplela u polemiku s Dominikom Mandićem i njegovim pristupom hrvatskoj povijesti ranoga srednjovjekovlja, iako polemika nije mogla biti vođena otvoreno zbog Mandićeva statusa antikomunističkoga emigranta. U toj je raspravi jaka strana Nade Klaić bio moderan znanstveni i multidisciplinarni pristup, kao i dobro potkrijepljena kritička analiza povijesnih izvora, dok je Mandić bio jači u crkvenopovijesnim analizama, što je bilo značajno, uzme li se u obzir uloga Crkve u srednjovjekovnom društvu.
Ta je polemika imala više dimenzija, no najvažnije su dvije: u modernosti pristupa Nada Klaić je bila superiorna, i može se reći da je njena dominacija u tom pogledu utjecala pozitivno na hrvatsku historiografiju uopće. Drugi je vid bio predstavljen kao borba znanstvene povijesti i romantizma. S obzirom na to da je pisanje Nade Klaić bilo podupirano od jugoslavenskih i hrvatskih komunističkih vlasti, ovdje se radilo o srazu dva neznanstvena stava: hrvatskog maksimalističkoga i hrvatskog minimalističkog, od kojih nijedan nije uspio postati temeljem bosanskoj medievalistici. Nakon Mandićevih slabo potkrijepljenih spekulacija (npr. o sjevernoafričkom podrijetlu Vlaha), došle su i prije spomenute slabo utemeljene teze Nade Klaić (o dolasku Hrvata iz Karantanije). Moderna hrvatska historiografija o Bosni i Hercegovini, koja se tek oblikuje, uglavnom prihvaća multidisciplinarni pristup Nade Klaić, dopunjen novijim znanstvenim spoznajama, no odbacuje njen nacionalni redukcionizam i okrnjivanje[nedostaje izvor] hrvatske povijesti.

## Djela
- "Marginalia uz problem doseljenja Hrvata", Ljubljana, 1966.
- "Historia Salonitana Maior Tome Arhiđakona - sadrži i raspravu", Naučno delo, Beograd, 1967.
- "Povijest Hrvata u ranom srednjem vijeku", Školska knjiga, Zagreb, 1- 1971., 2- 1975.
- "Zagreb u srednjem vijeku (Povijest Zagreba), Knj. 1" SN Liber, Zagreb, 1982.
- "Crtice o Vukovaru u srednjem vijeku", Gradski muzej, Vukovar, 1983.
- "Medvedgrad i njegovi gospodari", Globus, Zagreb, 1987., ISBN 86-343-0189-3
- "Koprivnica u srednjem vijeku", Muzej grada Koprivnice, Koprivnica, 1987.
- "Srednjovjekovna Bosna", GZH, Zagreb, 1989., ISBN 86-399-0104-X
- Srednjovjekovna Bosna. Politički položaj bosanskih vladara do Tvrtkove krunidbe (1377. g.). Zagreb 1989, 1994 (pretisak)

## Vanjske poveznice
- Leksikografski zavod Miroslav Krleža: Hrvatski bibliografski leksikon - Nada Klaić